# 薩拉火山
薩拉火山是印度尼西亞的火山，位於爪哇島，行政方面由西爪哇省負責管轄，火山有數個高峰，峰頂有兩個火山口，而東南面有山坡和北面山腳也有火山錐，海拔高度2,211米，最近一次火山爆發在1938年。

## 空難
在2002年至2012年的十年間，薩拉火山周邊發生了七起空難。2012年，一架蘇霍伊SSJ-100在雅加達進行飛行展示時於印尼爪哇島薩拉火山墜毀，致使機上所有45人全部遇難。調查認為是機師操縱問題。雅加達郵報稱薩拉克山為“飛機墓地”。山區地形的高湍流和快速變化的天氣條件被認為是該地區多起空難的促成因素。